# Juan Francisco Marco y Catalán
Juan Francisco Marco y Catalán (Bello, 24 ottobre 1771 – Roma, 16 marzo 1841) è stato un cardinale spagnolo.

## Biografia
Nacque a Bello il 24 ottobre 1771.

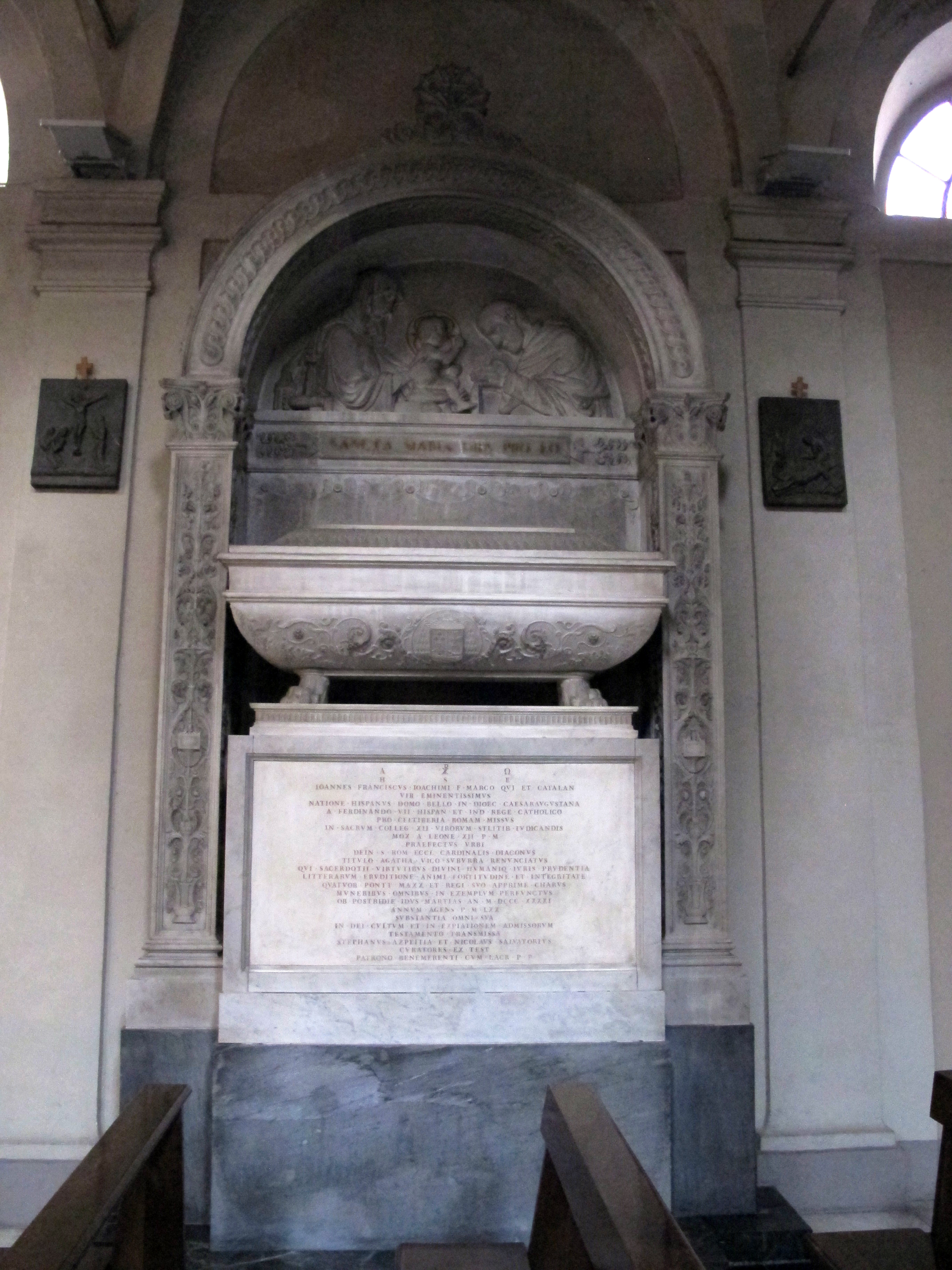
Monumento nella chiesa di Sant'Agata dei Goti a Roma

Papa Leone XII lo elevò al rango di cardinale nel concistoro del 15 dicembre 1828.
Fu un cardinale della corona per la Corona Spagnola, per conto di cui nel Conclave del 1830-1831 appose il veto sul cardinale Giacomo Giustiniani.
Morì il 16 marzo 1841 all'età di 69 anni e venne sepolto in Sant'Agata dei Goti.